# Miedziane Grań

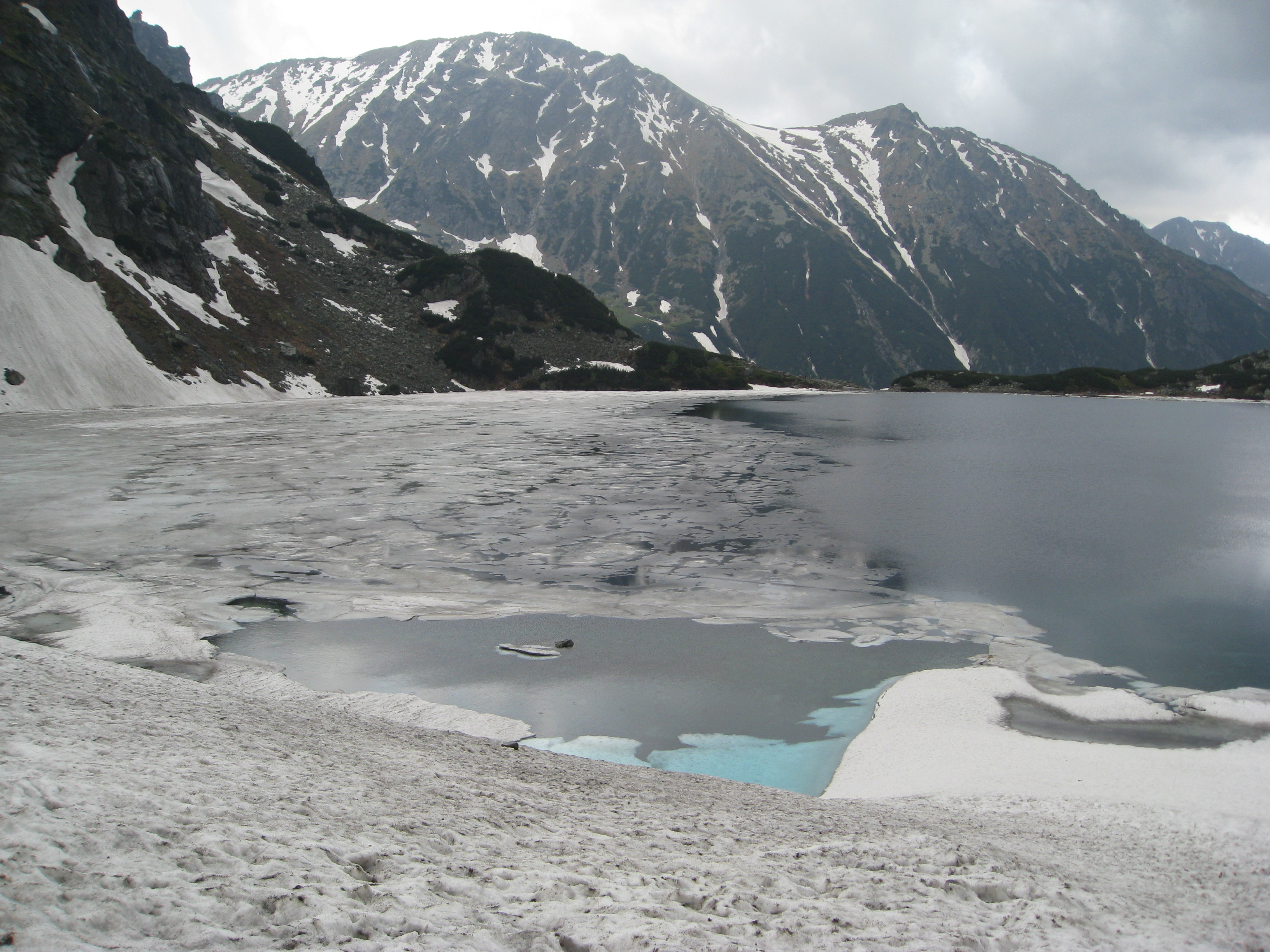
Blick vom Bergsee Czarny Staw pod Rysami

Die Miedziane Grań, auch Północno-wschodnia grań Szpiglasowego Wierchu genannt, ist ein Bergmassiv in der polnischen Hohen Tatra in der Woiwodschaft Kleinpolen und Gemeinde Bukowina Tatrzańska mit einer Maximalhöhe von 2233 m n.p.m. im Szpiglasowy Wierch.

## Lage und Umgebung
Unterhalb des Massivs liegen die Täler Dolina Pięciu Stawów Polskich und Dolina Rybiego Potoku. Das Massiv grenzt über den Bergpass Szpiglasowa Przełęcz an das Massiv der Szpiglasowa Grań im Süden.
Der Kamm des Massivs von Süden nach Norden verläuft wie folgt:
- Gipfel Miedziane – 2233 m ü.N.N.
- Bergpass Marchwiczna Przełęcz – 2055 m ü.N.N.
- Gipfel Opalony Wierch – 2115 m ü.N.N.

westliche Abzweigung vom Opalony Wierch:
- Bergpass Świstowe Siodło – ok. 1870 m ü.N.N.
- Gipfel Świstowa Kopa – 1875 m ü.N.N.
- Gipfel Roztocki Mnich – 1700 m ü.N.N.
- Bergpass Świstowy Przechód – 1755 m ü.N.N.
- Gipfel Świstowa Czuba – 1763 m ü.N.N.

östliche Abzweigung vom Opalony Wierch:
- Bergpass Czuba nad Uboczą – 1630 m ü.N.N.
- Gipfel Orla Ściana – 1620 m ü.N.N.
- Bergpass Limbowa Przełęcz – 1530 m ü.N.N.
- Gipfel Limbowa Ściana – 1580 m ü.N.N,
- Bergpass Roztockie Siodło – 1405 m ü.N.N.
- Gipfel Roztocka Czuba – 1425 m ü.N.N.

Im Massiv befinden sich östlich des Hauptkamms die Gipfel 
- Niedźwiedź mit 1812 m ü.N.N.
- Wyżnia Kopa mit 1725 m ü.N.N.
- Niżnia Kopa mit 1711 m ü.N.N.
- Wrótka mit 1570 m ü.N.N.

## Etymologie
Der Name Miedziane Grań lässt sich als Miedziane Grat oder Grat des Kupferberges übersetzen. Der Name rührt von dem höchsten Gipfel im Massiv, dem Miedziane. Die Bezeichnung Północno-wschodnia grań Szpiglasowego Wierchu lässt sich übersetzen als nordöstlicher Grat des Szpiglasowy Wierch.

## Flora und Fauna
Die Miedziane Grań ist Rückzugsgebiet für Bären, Gämsen, Murmeltiere und Steinadler. Man findet auf ihr alpine Vegetation.

## Tourismus
Auf den Bergpass Szpiglasowa Przełęcz führt ein gelb markierter Wanderweg, die Ceprostrada von der Berghütte Schronisko PTTK nad Morskim Okiem am Bergsee Meerauge sowie vom Bergsee Wielki Staw Polski im Tal der Dolina Pięciu Stawów Polskich. Auf den Bergpass Świstowy Przechód führt ein blau markierter Wanderweg, der ebenfalls bei der Berghütte Schronisko PTTK nad Morskim Okiem am Bergsee Meerauge beginnt und bei der Berghütte Schronisko PTTK w Dolinie Pięciu Stawów Polskich endet. Der im 19. Jahrhundert sehr beliebte Kammweg über das Massiv ist geschlossen worden, da das Gebiet zu einem strikten Naturreservat erklärt worden ist.

## Belege
- Zofia Radwańska-Paryska, Witold Henryk Paryski, Wielka encyklopedia tatrzańska, Poronin, Wyd. Górskie, 2004, ISBN 83-7104-009-1.
- Tatry Wysokie słowackie i polskie. Mapa turystyczna 1:25.000, Warszawa, 2005/06, Polkart, ISBN 83-87873-26-8.

## Panorama

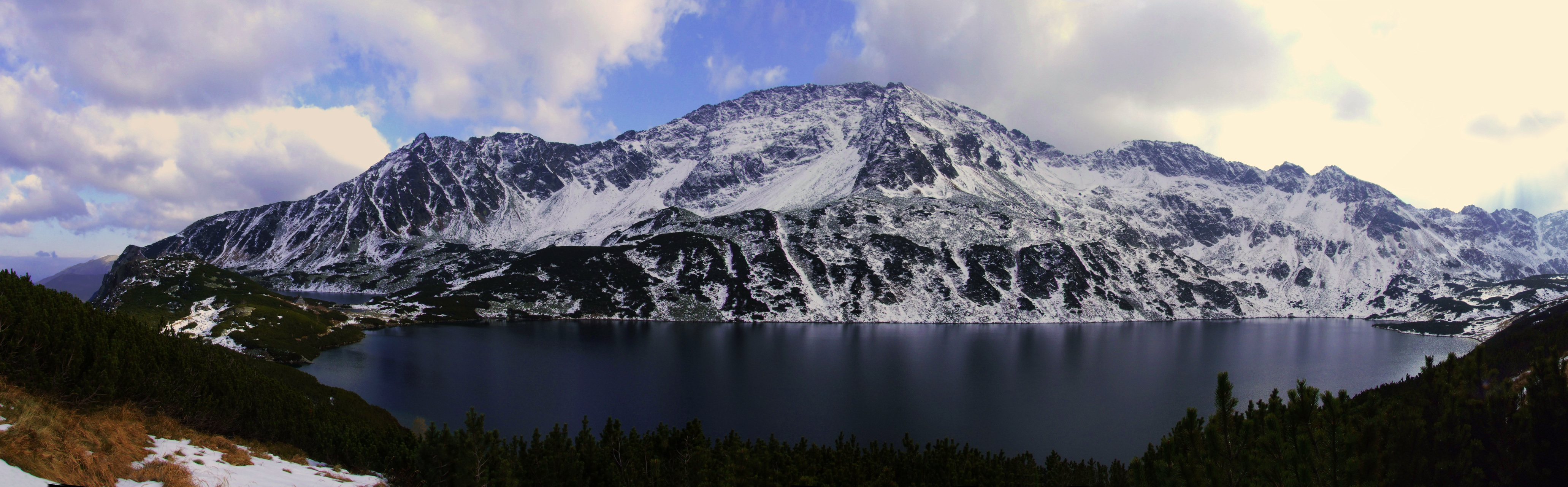
Panorama des Massivs vom Bergsee Wielki Staw Polski